# Велва
Ве́лва (Вильва; от коми-перм. велдор — вверх, ва — вода: «река, которая берёт начало на возвышенности») — река в Пермском крае, левый приток Иньвы, крупнейший приток этой реки. Длина — 199 км, общая площадь водосбора — 1390 км², средняя высота водосбора — 181 м. Средний уклон — 0,3 м/км.

## География
Велва начинается на восточных отрогах Верхнекамской возвышенности. Исток находится в лесном массиве в урочище Лесовик в 15 км к северо-западу от села Каменка близ точки где сходятся Косинский, Кудымкарский и Юрлинский районы. Исток и первые километры течения находятся в Косинском районе. Основное течение реки проходит по территории Кудымкарского района, низовья находятся в Юсьвинском районе. В верховьях генеральное направление течения юго-восток, затем юго-запад и юг.
Впадает в р. Иньву ниже с. Архангельское в 103 км по левому берегу.

## Описание
Русло сильно извилистое, река многократно меняет направление течения. На всём протяжении Велва образует крутые меандры, формируя на берегах высокие обрывистые обнажения. Рельеф водосбора равнинный, местами в понижениях встречаются заболоченные участки, в низовьях образует старицы.
Берега местами сухие, местами болотистые, по ним расположен ряд небольших деревень. На всём пути Велва делает многочисленные крутые петли, образуя то на правом, то на левом берегу высокие обрывистые обнажения.
В бассейне реки — 2 озера общей площадью 1,8 км².
Долина Велвы по меркам региона достаточно плотно заселена, на её берегах расположено большое число посёлков и деревень, крупнейшие из которых Каменка, Эрна, Велва-База, Ошиб, Сюзь-Позья, Ваганова, Чинагорт. Возле деревни Чинагорт в 4 км от устья Велвы построена плотина, образующая пруд.
Ширина реки у устья около 30 метров.

## Притоки (км от устья)
В реку впадает 127 притоков длиной менее 10 км; более крупные основные притоки:
- 28 км: река Егва (пр)
- 79 км: река Весым (пр)
- река Тывашор (пр)
- 99 км: река Косыл (пр)
- река Паняшор (лв)
- река Юсьва (пр)
- река Секшор (лв)
- река Хайдуковские Ерчи (лв)
- река Трошевские Ерчи (лв)
- 137 км: река Изьяшор (в водном реестре — без названия, лв)
- река Тышорка (пр)
- река Эрна (лв)
- 168 км: река Вальд (пр)
- 173 км: река Большой Чеж (лв)
- 181 км: река Волья (лв)
- 181 км: река Каменка (лв)
- 184 км: река Верью (лв)
- 187 км: река Луда (в водном реестре — без названия, лв)

## Данные водного реестра
По данным государственного водного реестра России относится к Камскому бассейновому округу, водохозяйственный участок реки — Кама от города Березники до Камского гидроузла, без реки Косьва (от истока до Широковского гидроузла), Чусовая и Сылва, речной подбассейн реки — бассейны притоков Камы до впадения Белой. Речной бассейн реки — Кама.
Код объекта в государственном водном реестре — 10010100912111100008106.